# Regimentul 28 Infanterie (1916-1918)
Regimentul 28 Infanterie a fost o unitate de nivel tactic care s-a constituit la 14/27 august 1916, prin mobilizarea unităților și subunităților existente la pace aparținând de Regimentul Radu Negru No. 28. Regimentul a făcut parte din organica Brigăzii 5 Infanterie, fiind dislocat la pace în garnizoana Pitești. La intrarea în război, Regimentul 28 Infanterie a fost comandat de colonelul Niculae P. Negulescu. Regimentul 28 Infanterie a participat la acțiunile militare pe frontul românesc, pe toată perioada războiului, între 14/27 august 1916 - 28 ocotmbrie/11 noiembrie 1918.
Dapelul de luptă al regimentului a fost decorat cu cea mai înaltă distincție de război, Ordinul „Mihai Viteazul”, clasa III:
„Pentru vitejia și avântul cu care au luptat ofițerii, subofițerii și soldații regimentului, în crâncenele lupte ce au avut loc la Mărăști în luna iulie 1917. Atacând la baionetă puternica pozițiune de pe Vârful Leșioanei, a înfrânt pe inamic, în ziua de 14 iulie, capturându-și prizonieri, mitraliere, mortiere de tranșee precum și un bogat material de război. Acest eroic regiment s-a distins prin același spirit de jertfă și în timpul aprigelor lupte ce s-au dat pe Dealul Porcului între 16-21 august, contribuind de aproape la respingerea celor 13 atacuri ce inamicul a dat cu forțe considerabile și sprijinită de formidabilă artilerie grea.”
Înalt Decret no. 3651 din 12 decembrie 1918

## Comandanți
- Ordinul „Mihai Viteazul”, clasa III[3]